# Aglaja Brix
Aglaja Brix (* 15. August 1990 in Hamburg) ist eine ehemalige deutsche Kinderdarstellerin.

## Leben
Aglaja Brix hatte 1999 mit acht Jahren ihr Debüt in der Krimiserie Doppelter Einsatz in der Folge Die Todfreundin. Von 1999 bis 2005 spielte sie in den ersten vier Staffeln der Kinderserie Die Pfefferkörner die Hauptrolle der Vivien „Vivi“ Overbeck. Parallel zu ihrer Schauspieltätigkeit sprach sie Hörspiele und machte Werbung. 
Nach dem Ausscheiden aus den Pfefferkörnern zog Brix sich von der Schauspielerei zurück. Sie lebt in Berlin und arbeitet als Model und Fotografin. 2013 war sie nochmals im Film tätig, sie war Statistin im in Deutschland gedrehten Fantasyfilm Hänsel und Gretel: Hexenjäger.

## Filmografie
- 1999: Doppelter Einsatz (Fernsehserie, Folge 5x03 Die Todfreundin)
- 1999–2005: Die Pfefferkörner (Fernsehserie, Folgen 1–52)
- 2013: Hänsel und Gretel: Hexenjäger (Hansel & Gretel: Witch Hunters)